# Robert J. Cava

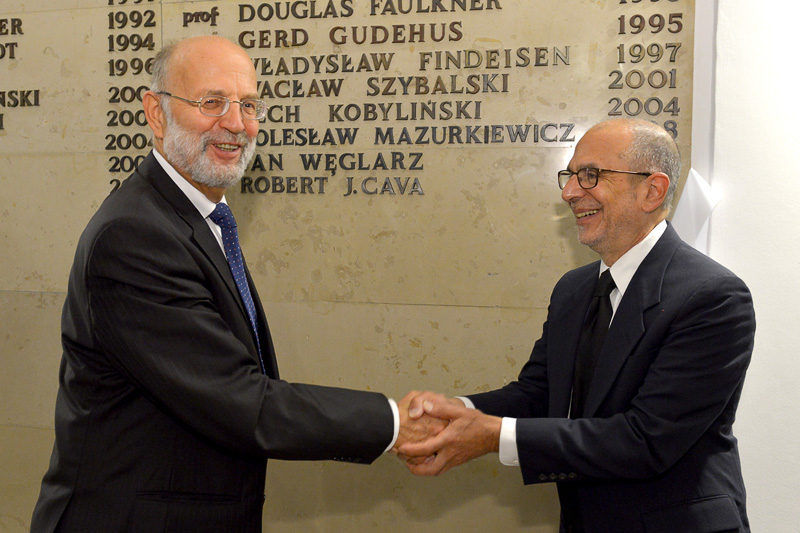
Henry Krawczyk (links) mit Robert Cava (rechts)

Robert Joseph Cava (* 1951) ist ein US-amerikanischer Chemiker und Materialwissenschaftler, der sich mit Festkörperchemie befasst (elektronisch stark korrelierte Materialien). Er ist Professor an der Princeton University.
Cava erhielt 1974 seinen Bachelor- und Master-Abschluss in Materialwissenschaften am Massachusetts Institute of Technology (MIT). 1978 wurde er dort bei B. J. Wuensch mit dem Thema A study of the mobile ions in several binary fast ion conductors promoviert. 1979 bis 1996 war er an den Bell Laboratories, ab 1985 als Distinguished Member of the Technical Staff, und ab 1996 war er Professor in Princeton. Seit 2006 ist er dort Russell William Moore Professor für Chemie.
Er war Gastwissenschaftler am dänischen Kernforschungszentrum in  Risø, am National Institute of Standards and Technology, am Brookhaven National Laboratory, am Labor für Kristallographie in Grenoble und am Institute for Chemical Research in Kyoto.
Er ist insbesondere bekannt für die Suche nach neuen Oxid-Hochtemperatursupraleitern, beginnend mit den Kupferoxid-Supraleitern Ende der 1980er Jahre bis zu den neuartigen Supraleitern aus Eisenpniktiden Ende der 2000er-Jahre. Er sucht auch nach neuen Metall-Supraleitern,  Dielektrika, thermoelektrischen und magnetoresistiven Materialien, durchsichtigen Leitern und frustrierten und niedrigdimensionalen Magneten und allgemein nach neuen Festkörpermaterialien mit Übergangsmetallen und Seltenerd-Legierungen mit besonderen elektronischen Eigenschaften. Er arbeitet auch über Topologische Isolatoren.
Er veröffentlichte über 500 Arbeiten (2003) und hält 15 Patente.
2012 erhielt er den  Linus Pauling Award und 2011 den Humboldt-Forschungspreis und den American Chemical Society Award in Inorganic Chemistry. 2001 wurde er Mitglied der National Academy of Sciences und 1988 Fellow der American Physical Society. 1997 erhielt er den Bernd T. Matthias Prize für neue Supraleiter-Materialien und 2005 den John J. Carty Award der National Academy of Sciences. 2016 wurde er als auswärtiges Mitglied in die Royal Society gewählt.